# Marcelo Alegre
Marcelo Alegre (Buenos Aires, Argentina) es un jurista argentino. 

## Biografía
Estudió y se graduó como abogado en la Universidad de Buenos Aires en 1987. Doctorado en Ciencias Jurídicas por la Universidad de Nueva York en 2004.
Desde 2008 es Codirector del Proyecto UBACyT F-093: «Análisis de los conceptos de vulnerabilidad y explotación en bioética: impacto en la ética de la investigación y otras áreas de la ética aplicada». Secretaría de Ciencia y Técnica, Universidad de Buenos Aires. 
Ha sido profesor invitado en las Universidades Pompeu Fabra (Barcelona), Puerto Rico, y Universidad de Chile, entre otras. Desde el año 2006 es miembro del Consejo de Redacción de la Revista Jurídica de la Universidad de Palermo. Fue consultor de la UNESCO, (Proyecto Antipobreza. Pobreza y Derechos Humanos).
Trabajó junto a Carlos Santiago Nino en su cátedra de Filosofía del Derecho en la Universidad de Buenos Aires, como asesor en el Consejo para la Consolidación de la Democracia, y como becario del Centro de Estudios Institucionales. Fue investigador visitante en Yale y Stanford. Fue consultor de la Oficina Anticorrupción del Ministerio de Justicia y Derechos Humanos. Responsable de la elaboración del Informe final. Regulación de pautas de comportamiento ético y conflictos de intereses en la Argentina. 
Integra, junto a Roberto Gargarella, Víctor Abramovich, Paola Bergallo, y otros investigadores, Igualitaria centro de estudios sobre democracia y constitucionalismo.
Es el director del Instituto de Investigaciones Jurídicas y Sociales de la Facultad de Derecho de la Universidad de Buenos Aires.

## Libros
- —; Gargarella, Roberto (2007). El Derecho a la Igualdad: Aportes para un constitucionalismo igualitario. Buenos Aires, Argentina: LexisNexis. ISBN 978-9875922617.
- — (2008). «El igualitarismo de Carlos Nino».  En Gargarella, Roberto; Rosenkrantz, Carlos, eds. Homenaje a Carlos Nino (Facultad de Derecho de la Universidad de Buenos Aires). ISBN 9789870313212. OCLC 758156690.
- — (2010). Igualdad, Derecho y Política. México: Fontamara. ISBN 9786077921233.
- — (2010). Entre el Dinero y la Justicia: El Análisis Económico del Derecho de George Priest. Universidad de Palermo. ISBN 9789871716012.